# Šumeće
Šumeće falu Horvátországban, Bród-Szávamente megyében. Közigazgatásilag Bebrinához tartozik.

## Fekvése
Bródtól légvonalban 13, közúton 16 km-re délnyugatra, Pozsegától   légvonalban 32, közúton 46 km-re délkeletre, községközpontjától 5 km-re délkeletre, Szlavónia középső részén, a Szávamenti-síkságon, a Matnik-patak mentén fekszik.

## Története
A falu valószínűleg még a török uralom idején 1660 körül a Száva mocsaras síkságán, egy kissé kiemelkedő helyen végzett erdőirtáson keletkezett katolikus horvátok betelepítésével. Neve is a horvát „šuma” (erdő) főnévből származik. A térség török uralom alól 1691-ben szabadult fel. Az 1698-as kamarai összeírásban „Sumecsa” néven már 11 portával, hajdútelepülésként szerepel a szlavóniai települések között. Az 1730-as egyházi vizitáció jelentésében már 20 házzal és egy Valentin tiszteletére szentelt fakápolnával szerepel. Ezután a Száva boszniai oldaláról újabb katolikus családok települtek be. 1746-ban 37 házában 271 lakos élt. 1760-ban 41 házában 58 családban 357 lakosa volt.
 A katonai közigazgatás megszervezése után a bródi határőrezredhez tartozott. Plébániáját 1807-ben Szent László király tiszteletére alapították, a plébániatemplomot 1858-ban építették és a Sarlós Boldogasszony tiszteletére szentelték.
Az első katonai felmérés térképén „Sumechie” néven található. Lipszky János 1808-ban Budán kiadott repertóriumában „Sumecse” néven szerepel. Nagy Lajos 1829-ben kiadott művében „Sumegye” néven 92 házzal, 468 katolikus vallású lakossal találjuk. A katonai közigazgatás megszüntetése után 1871-ben Pozsega vármegyéhez csatolták. A 20. század elején a jobb megélhetés reményében jelentős számú görög katolikus vallású ruszin lakosság telepedett itt le.

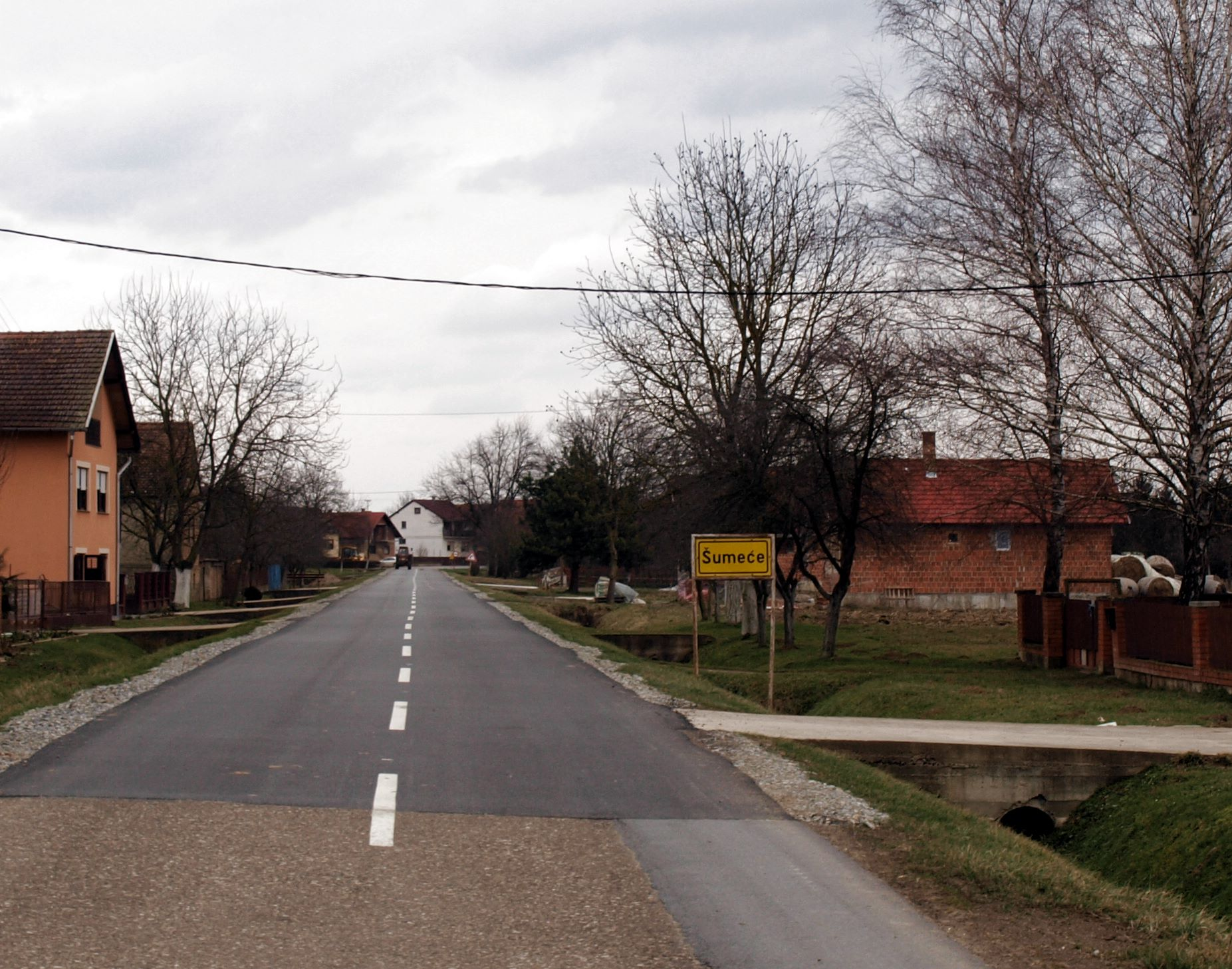
A falu bejárata

A településnek 1857-ben 350, 1910-ben 499 lakosa volt. Az 1910-es népszámlálás szerint lakosságának 67%-a horvát, 26%-a ruszin, 3%-a magyar, 1%-a szlovák anyanyelvű volt. Pozsega vármegye Bródi járásának része volt. Az első világháború után 1918-ban az új szerb-horvát-szlovén állam, majd később (1929-ben) Jugoszlávia része lett. A település 1991-től a független Horvátországhoz tartozik. 1991-ben lakosságának 88%-a horvát, 8%-a ruszin nemzetiségű volt. 2011-ben a településnek 580 lakosa volt. A településen ma két templom és a közösségi ház áll.

## Lakossága
| Lakosság változása | Lakosság változása | Lakosság változása | Lakosság változása | Lakosság változása | Lakosság változása | Lakosság változása | Lakosság változása | Lakosság változása | Lakosság változása | Lakosság változása | Lakosság változása | Lakosság változása | Lakosság változása | Lakosság változása | Lakosság változása |
| ------------------ | ------------------ | ------------------ | ------------------ | ------------------ | ------------------ | ------------------ | ------------------ | ------------------ | ------------------ | ------------------ | ------------------ | ------------------ | ------------------ | ------------------ | ------------------ |
| 1857               | 1869               | 1880               | 1890               | 1900               | 1910               | 1921               | 1931               | 1948               | 1953               | 1961               | 1971               | 1981               | 1991               | 2001               | 2011               |
| 350                | 322                | 319                | 370                | 362                | 499                | 481                | 582                | 665                | 636                | 639                | 594                | 552                | 602                | 610                | 580                |

## Gazdaság
A lakosság hagyományosan mezőgazdasággal, állattartással foglalkozik, de sokan járnak dolgozni a közeli Bród városába is.

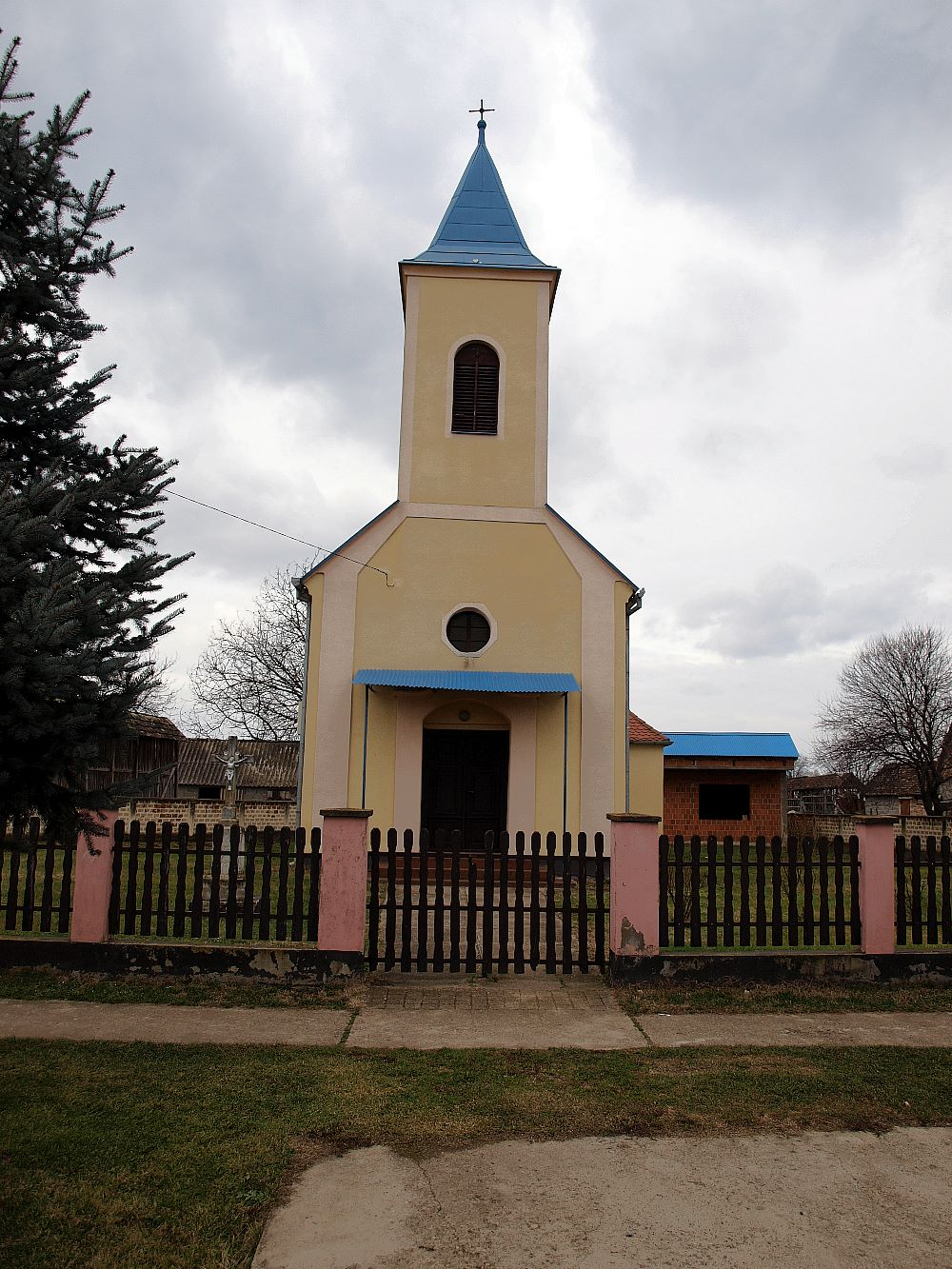
A görög katolikus templom

## Nevezetességei
- A Sarlós Boldogasszony tiszteletére szentelt római katolikus plébániatemploma 1858-ban épült a régi fatemplom helyén.
- Görög katolikus temploma.

## Kultúra
A településen két kulturális egyesület működik: A KUD „Šokadija” kulturális és művészeti egyesület a sokácok hagyományait ápolja. A helyi ruszinok kulturális egyesülete az UKPD „Andrij Pelih” a ruszin hagyományokat őrzi.

## Sport
- Az 1928-ban alapított NK „Šokadija” Šumeće labdarúgóklub a megyei 2. ligában szerepel.
- Čikov Šumeće sporthorgász egyesület